# Gençlerbirliği Spor Kulübü
Il Gençlerbirliği Spor Kulübü (in it. Club sportivo Unione giovanile), meglio noto come Gençlerbirliği, è una società polisportiva turca con sede nella città di Ankara. È noto soprattutto per la sua sezione calcistica, la quale milita in Süper Lig, la massima serie del campionato turco di calcio.
Fondato il 14 marzo 1923, nel proprio palmarès vanta 2 Coppe di Turchia (1986-1987 e 2000-2001), 10 campionati di Ankara (1929-1930, 1930-1931, 1931-1932, 1932-1933, 1934-1935, 1939-1940, 1940-1941, 1945-1946, 1949-1950, 1950-1951) e 2 edizioni della vecchia formula del campionato turco (1941, 1946). Nella coppa nazionale la squadra annovera anche 3 secondi posti (2002-2003, 2003-2004 e 2007-2008).
Il principale rivale della squadra è l'altro club di Ankara, l'Ankaragücü, col quale disputa il derby della capitale. Disputa le partite interne allo stadio Eryaman.

## Storia

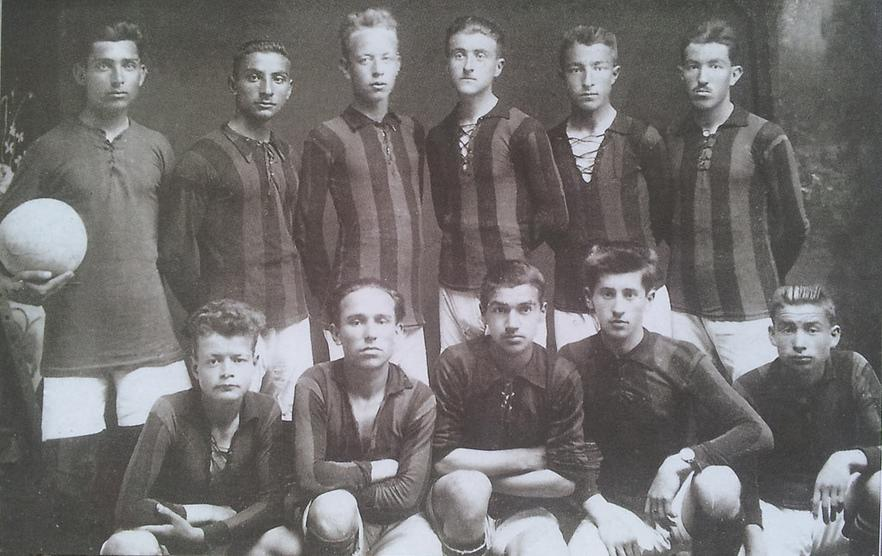
Squadra del Gençlerbirliği nel 1924

Il club fu fondato il 14 marzo 1923 da alcuni ragazzi (Ramiz Eren, Mennan İz, Mazhar Atacanlı, Sait, Kenan, Nuri, Namık Katoğlu, Namık Ambarcıoğlu, Rıdvan Kırmacı, Hafi Araç, Ruhi, Sarı Ziya e Hakkı) frequentanti l'Ankara Erkek Lisesi. Gli studenti in questione avevano fallito la selezione presso la squadra di calcio del proprio liceo e si rivolsero al padre di uno di loro (Asim) per chiedergli di fondare per loro una squadra di calcio. Il primo allenatore della squadra fu il padre di Sari Ziya. Il primo incontro fu disputato contro la selezione del liceo che li aveva scartati e i ragazzi del Gençlerbirliği vinsero per 3-0. Il club visse il suo periodo d'oro negli anni '40, vincendo il campionato turco (vecchia edizione) nel 1941 e nel 1946.
La squadra fu ammessa alla campionato turco nel 1959 (nel primo livello) e vi giocò fino alla retrocessione avvenuta nella stagione 1969-1970, dopo aver ottenuto il terzo posto nel 1965-1966. Nella stagione 1978-1979 il club retrocesse infine in terza serie. Riuscì ad ottenere la promozione nella stagione successiva e tornò nel secondo livello della piramide calcistica turca. Nella stagione 1982-1983 il club riuscì ad ottenere l'agognato ritorno in Süper Lig . Retrocesse di nuovo nella stagione 1987-1988, ma riuscì a risalire in massima serie l'anno successivo.
Terza classificata nel campionato 2002-2003, miglior risultato nella massima serie turca (uguagliato il piazzamento di 37 anni prima), la squadra retrocesse in seconda serie al termine della stagione 2017-2018, ponendo fine a 29 anni di militanza ininterrotta nella massima categoria. Il ritorno in Süper Lig fu immediato, grazie al secondo posto nel campionato di TFF 1. Lig 2018-2019, ma due anni più tardi, nel 2020-2021, vi fu una nuova retrocessione in cadetteria.

## Palmarès

### Competizioni nazionali
- Campionato turco (1924-1951): 2

1941, 1946
- Coppa di Turchia: 2

1986-1987, 2000-2001

### Competizioni regionali
- Campionato di calcio di Ankara: 10

1929-1930, 1930-1931, 1931-1932, 1932-1933, 1934-1935, 1939-1940, 1940-1941, 1945-1946, 1949-1950, 1950-1951

### Altri piazzamenti
- Campionato turco:

Terzo posto: 1965-1966, 2002-2003
- Coppa di Turchia:

Finalista: 2002-2003, 2003-2004, 2007-2008
Semifinalista: 1962-1963, 1965-1966, 2010-2011
- Supercoppa di Turchia:

Finalista: 1987
- Coppa del Primo ministro:

Finalista: 1946
- TFF 1. Lig:

Secondo posto: 2018-2019, 2024-2025

## Statistiche e record

### Partecipazione ai campionati
| Livello | Categoria     | Partecipazioni | Debutto   | Ultima stagione | Totale |
| ------- | ------------- | -------------- | --------- | --------------- | ------ |
| 1º      | Milli Lig     | 5              | 1959      | 1962-1963       | 47     |
| 1º      | Türkiye 1.Lig | 28             | 1963-1964 | 2004-2005       | 47     |
| 1º      | Süper Lig     | 14             | 2005-2006 | 2019-2020       | 47     |
| 2º      | Türkiye 2.Lig | 13             | 1970-1971 | 1988-1989       | 14     |
| 2º      | TFF 1. Lig    | 1              | 2018-2019 | 2018-2019       | 14     |
| 3º      | Türkiye 3.Lig | 1              | 1979-1980 | 1979-1980       | 1      |

### Partecipazione alle coppe europee
| Competizione         | Partecipazioni | Debutto   | Ultima stagione | Totale |
| -------------------- | -------------- | --------- | --------------- | ------ |
| Coppa delle Coppe    | 1              | 1987-1988 | 1987-1988       | 1      |
| Coppa UEFA           | 3              | 2001-2002 | 2004-2005       | 3      |
| Coppa Intertoto UEFA | 1              | 1995      | 1995            | 1      |

## Organico

### Rosa 2025-2026
Aggiornata al 20 agosto 2025.
| N. |                       | Ruolo | Calciatore         |
| -- | --------------------- | ----- | ------------------ |
| 1  | Turchia (bandiera)    | P     | Gökhan Akkan       |
| 2  | Brasile (bandiera)    | D     | Thalisson Kelven   |
| 4  | Slovenia (bandiera)   | D     | Žan Žužek          |
| 5  | Nigeria (bandiera)    | C     | Oghenekaro Etebo   |
| 6  | Grecia (bandiera)     | D     | Dīmītrīs Goutas    |
| 7  | Nigeria (bandiera)    | A     | Henry Onyekuru     |
| 8  | Turchia (bandiera)    | C     | Samed Onur         |
| 9  | Romania (bandiera)    | A     | Daniel Popa        |
| 10 | Turchia (bandiera)    | A     | Metehan Mimaroğlu  |
| 11 | Turchia (bandiera)    | C     | Göktan Gürpüz      |
| 13 | Portogallo (bandiera) | D     | Pedro Pereira      |
| 14 | Polonia (bandiera)    | C     | Michał Nalepa      |
| 16 | Turchia (bandiera)    | A     | Ayaz Özcan         |
| 18 | Turchia (bandiera)    | P     | Erhan Erentürk     |
| 19 | Turchia (bandiera)    | P     | Berk Deniz Çukurcu |
| 21 | Germania (bandiera)   | A     | Dilhan Demir       |

| N. |                      | Ruolo | Calciatore         |
| -- | -------------------- | ----- | ------------------ |
| 23 | Rep. Ceca (bandiera) | D     | Matěj Hanousek     |
| 25 | Turchia (bandiera)   | D     | Umut İslamoğlu     |
| 33 | Turchia (bandiera)   | P     | Ebrar Aydın        |
| 35 | Turchia (bandiera)   | C     | Oğulcan Ülgün      |
| 61 | Turchia (bandiera)   | C     | Ensar Kemaloğlu    |
| 77 | Turchia (bandiera)   | D     | Abdurrahim Dursun  |
| 81 | Mali (bandiera)      | C     | Moussa Kyabou      |
| 88 | Turchia (bandiera)   | D     | Fıratcan Üzüm      |
| 90 | Turchia (bandiera)   | D     | Sinan Osmanoğlu    |
| 93 | Turchia (bandiera)   | D     | Yiğit Hamza Aydar  |
| 99 | Brasile (bandiera)   | A     | Léo Gaúcho         |
|    | Turchia (bandiera)   | D     | Abdullah Şahindere |
|    | Turchia (bandiera)   | A     | Gökhan Altıparmak  |
|    | Svezia (bandiera)    | A     | Elias Durmaz       |
|    | Mali (bandiera)      | A     | Adama Traoré       |